# Atractodes rodnensis
Atractodes rodnensis là một loài tò vò trong họ Ichneumonidae.